# Véronique Gouverneur
Véronique Gouverneur FRS (* 8. November 1964 in Geel) ist eine belgische Chemikerin. Sie ist Professorin für Chemie am Magdalen College der University of Oxford. Zuvor lehrte sie am Merton College. Ihr Forschungsschwerpunkt ist der Bereich der Fluorchemie.

## Leben
Véronique Gouverneur erlangte 1985 ihren Master in Chemie und 1991 ihren Doktortitel, beides an der Université catholique de Louvain. Im Jahr 1992 wechselte sie an das Scripps Research Institute in den Vereinigten Staaten, ehe sie 1994 nach Europa zurückkehrte. Gouverneur wurde Maître de conférences an der Universität Straßburg und assoziiertes Mitglied des Institut de Science et d’Ingénierie Supramoléculaires.
Seit 1998 ist sie an der University of Oxford tätig. Im Jahr 2006 wurde sie dort Reader, ehe sie 2008 Professorin wurde. Als Forschungsschwerpunkt wählte sie den Bereich der Fluorchemie, da Fluorverbindungen in verschiedenen Gebieten, wie in Arzneimitteln und bei der Positronen-Emissions-Tomographie, eingesetzt werden. Gouverneur war darüber hinaus als Gastprofessorin an der Universität Paris-Nanterre und dem Shanghai Institute of Organic Chemistry tätig. Seit dem Jahr 2022 hat sie die Waynflete-Professur für Chemie der University of Oxford inne.

## Auszeichnungen
Véronique Gouverneur gewann 2005 den AstraZeneca-Forschungspreis für Organische Chemie. 2008 gewann sie den Bader Award der Royal Society of Chemistry „für ihre wichtigen Beiträge zur synthetischen Organofluorchemie“. 2010 wurde sie zum Mitglied der Royal Society of Chemistry gewählt und sie erhielt den Distinguished Woman in Chemistry Award der International Union of Pure and Applied Chemistry. Im Jahr 2011 wurde sie mit der Liebig-Lectureship der Gesellschaft Deutscher Chemiker ausgezeichnet. 2013 erhielt sie das Royal Society Wolfson Fellowship der Royal Society. Außerdem erhielt sie 2015 von der American Chemical Society eine Auszeichnung „für ihren Beitrag zur Fluorierung im späten Stadium und für die kreative Belebung des Gebiets der [18F]-Radiochemie für Anwendungen in der Positronen-Emissions-Tomographie“. Im Jahr darauf wurde sie für ihre interdisziplinäre Arbeit im Bereich der Organofluorchemie und der Radiochemie mit dem Tilden Prize der Royal Society of Chemistry geehrt.
2017 wurde Gouverneur gewähltes Mitglied der European Academy of Sciences. Im Jahr darauf erhielt sie einen Advanced Grant des Europäischen Forschungsrats. Im Jahr 2019 erhielt sie den Organic Stereochemistry Award der Royal Society of Chemistry und die Prelog-Medaille und -Vorlesung der ETH Zürich. Außerdem wurde sie zum Mitglied der Royal Society gewählt. Im Jahr 2022 wurde ihr darüber hinaus der Arthur C. Cope Award der American Chemical Society verliehen und sie wurde als Mitglied der American Academy of Arts and Sciences gewählt. Im gleichen Jahr erhielt sie auch die Auszeichnung der European Chemical Society als Organische Chemikerin des Jahres. Ein Jahr später hielt sie die Bohlmann-Vorlesung der TU Berlin. Die Ziegler-Vorlesung des Max-Planck-Instituts für Kohlenforschung wurde für das Jahr 2024 an Véronique Gouverneur vergeben. Außerdem erhielt sie die Davy-Medaille der Royal Society. 2025 wurde Gouverneur zum Mitglied der National Academy of Sciences gewählt.